# سالي سور لا ليز
سالي سور لا ليز (بالفرنسية: Sailly-sur-la-Lys)‏ هي بلدية تقع في إقليم باد كاليه من منطقة نور با دو كاليه في شمال فرنسا. تبلغ مساحة هذه المدينة 9.7 (كم²)، وترتفع عن سطح البحر 17 م، يبلغ عدد سكانها 4108 نسمة حسب إحصاء المعهد الوطني للإحصاء والدراسات الاقتصادية سنة 2009 م. وترأس Annie Van Cortenbosch البلدية خلال فترة (2008-2014).